# McKamey Manor
McKamey Manor ist eine Horror-Attraktion, in der sogenannte „Survival Horror Events“ stattfinden und die von Russ McKamey in San Diego gegründet wurde.
McKamey Manor wurde immer wieder kritisiert, da Teilnehmer beim Besuch körperlichen und psychischen Foltermethoden sowie verbaler und körperlicher Aggressivität ausgesetzt werden.

## Die Attraktion
McKamey Manor wurde in San Diego gegründet und befindet sich derzeit in Summertown in Tennessee sowie in Huntsville in Alabama.
Russ McKamey wählt nur eine geringe Anzahl an Teilnehmern aus, die McKamey Manor besuchen dürfen. Der Eintritt ist kostenfrei, allerdings wird vom Besucher Hundefutter als Eintrittsgebühr verlangt. Jeder Teilnehmer muss vor dem Besuch eine Verzichtserklärung unterschreiben und das Mindestalter von 21 Jahren erreicht haben. Besucher können bereits mit 18 Jahren teilnehmen, wenn sie eine Genehmigung der Erziehungsberechtigten vorweisen.
Ein Besuch kann 4 bis 8 Stunden dauern, allerdings hat noch kein Teilnehmer die gesamten 8 Stunden durchgehalten. Obwohl früher ausdrücklich auf ein sogenanntes Safeword verzichtet wurde, gibt McKamey Manor dem Teilnehmer mittlerweile die Möglichkeit, den Besuch mit der Verwendung einer Sicherheitsphrase abzubrechen.

## Kontroverse
Russ McKamey sowie seine Schauspieler wenden bei der Tour echte Foltermethoden im Bereich der weißen Folter an, so werden die Teilnehmer oft bis kurz vor dem Ersticken ertränkt (Waterboarding), sowie mit nasser Erde überdeckt oder mit Händen und Gegenständen gewürgt und geschlagen, oft werden die Teilnehmer auch in enge Kisten und Käfige gesperrt oder gezwungen, unbekannte Substanzen zu essen. Eine mentale Verwirrung des Teilnehmers steht beim gesamten Besuch im Vordergrund, so werden den Teilnehmern die Augen mit Klebeband abgedeckt und Kopfhörer aufgesetzt, die Geräusche abspielen und Stimmen übertragen. Außerdem werden den Teilnehmern Zwangsjacken angezogen. Russ McKamey verwirrt die Teilnehmer während des gesamten Besuchs, indem er sie verunsichert und ihnen Ängste einredet.
Mehrere von McKamey veröffentlichte Videos zeigen, dass ein sogenanntes Safeword oft nicht respektiert wird, die Teilnehmer werden auch oft traktiert, obwohl sie ausdrücklich ihre Einwilligung entzogen haben. McKamey Manor warb eine Zeit lang damit, kein „Safeword“ zu respektieren.
Die angewandten Foltermethoden können sich negativ auf die Psyche und auf den Körper der Teilnehmer auswirken und diese dauerhaft schädigen. Teilnehmer erleiden sehr oft bereits während des Besuchs Angstzustände sowie Panikattacken.
Die 45-seitige Verzichtserklärung beinhaltet eine Liste mit allen möglichen Risiken, die während des Besuchs von McKamey Manor auftreten können. Darunter ist auch aufgelistet, dass dem Teilnehmer Zähne und Nägel ausgezogen sowie Haare entfernt werden dürfen. Auch Knochenbrüche sowie eine Todesfolge werden nicht ausgeschlossen.
McKamey Manor war bereits Gegenstand zahlreicher Beschwerden in Lawrence County. County Commissioner Scott Franks beschrieb einen Vorfall, bei dem Polizisten auf das Grundstück gerufen wurden, nachdem ein Nachbar eine Frau gesehen hatte, die als Teil des Besuchs schreiend aus einem Van gezogen wurde.
Bezirksstaatsanwalt Brent Cooper sagte, dass die Attraktion legal sei, weil sich die Besucher freiwillig dem Programm unterwerfen, allerdings können die Teilnehmer ihre Zustimmung nach dem Gesetz von Tennessee jederzeit widerrufen.

## Dokumentationen
In der Filmdokumentation Haunters: The Art of the Scare wurde McKamey Manor ausführlich dargestellt. Auch in der Netflix-Serie Dark Tourist wird McKamey Manor in der achten Folge behandelt. Zudem gibt es häufig internationale Medienberichterstattung.